# Rookie del Mes de la NBA
El Rookie del Mes de la NBA (en inglés:KIA NBA Defensive Player of the Month) es un premio mensual otorgado por la NBA al mejor jugador de primer año (rookie) en ambas conferencias (Este y Oeste). El premio fue creado en la temporada 1981-82, y hasta la 2001-02 no se entregó a un jugador de cada conferencia. Los primeros ganadores del premio fueron Mark Aguirre e Isiah Thomas en noviembre de 1981. El premio es entregado al jugador justo antes de su siguiente partido como local.
Malcolm Brogdon en la temporada 2016-17, ha sido el único jugador que ganó el Rookie del Año de la NBA sin haber conseguido ningún premio mensual. Ralph Sampson, David Robinson, Tim Duncan, LeBron James, Carmelo Anthony, Chris Paul, Blake Griffin, Damian Lillard, Karl-Anthony Towns y Luka Dončić se hicieron con el premio durante todos los meses en su respectiva temporada de novato.

## Leyenda
|                      | Denota jugador incluido en el Basketball Hall of Fame                             |
|                      | Denota jugador en activo                                                          |
| Jugador (en negrita) | Indica que el jugador ganó el premio al Rookie del Año de la NBA                  |
| Jugador (en cursiva) | Indica que el jugador fue seleccionado en la primera posición del Draft de la NBA |
| Jugador (X)          | Indica las veces que el jugador ha ganado el premio                               |

## Ganadores

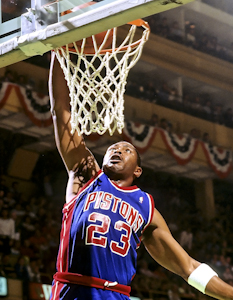
Mark Aguirre fue el primer ganador del premio.

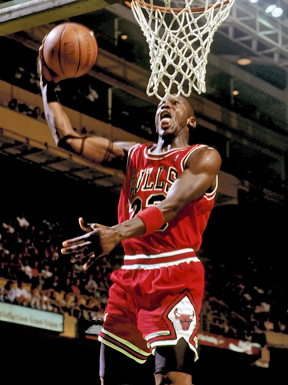
Michael Jordan ganó en tres ocasiones en la temporada 84-85.

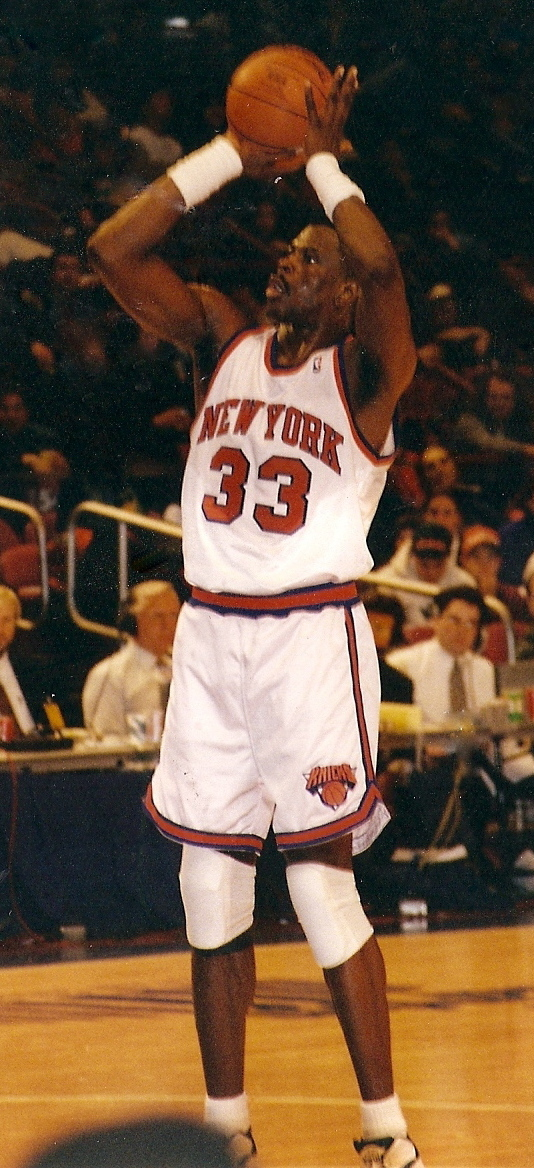
Patrick Ewing ganó en dos ocasiones en la temporada 85-86.

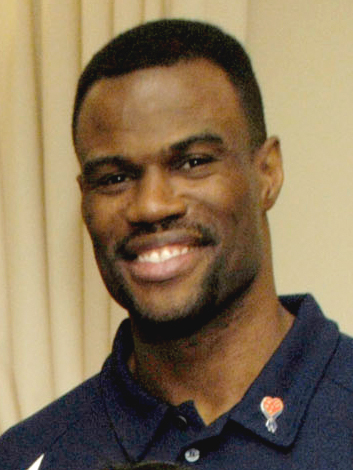
David Robinson ganó en todos los meses en la temporada 89-90.

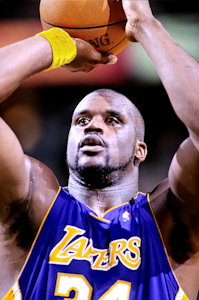
Shaquille O'Neal ganó en cuatro ocasiones en la temporada 92-93.

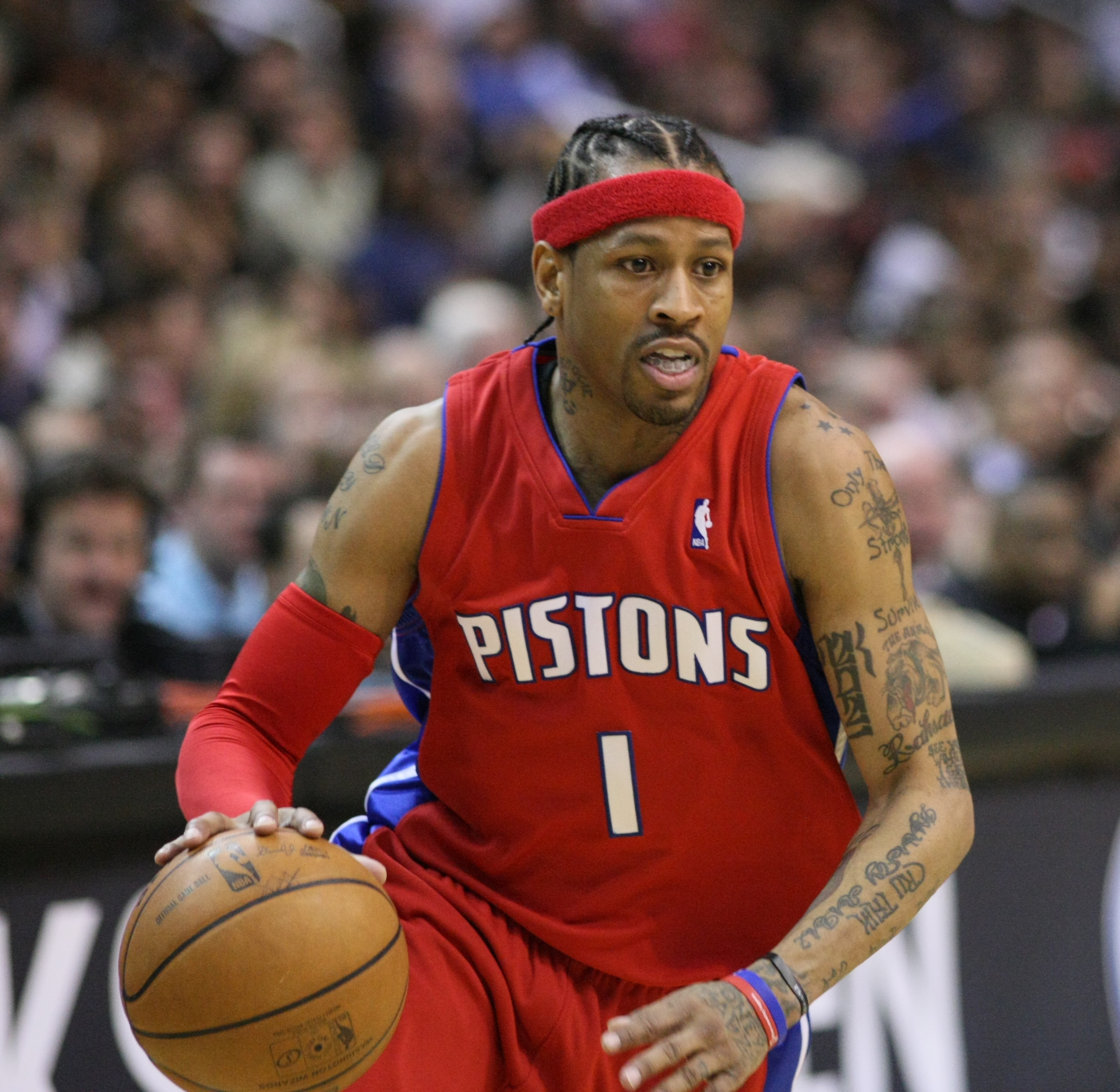
Allen Iverson ganó en tres ocasiones en la temporada 96-97.

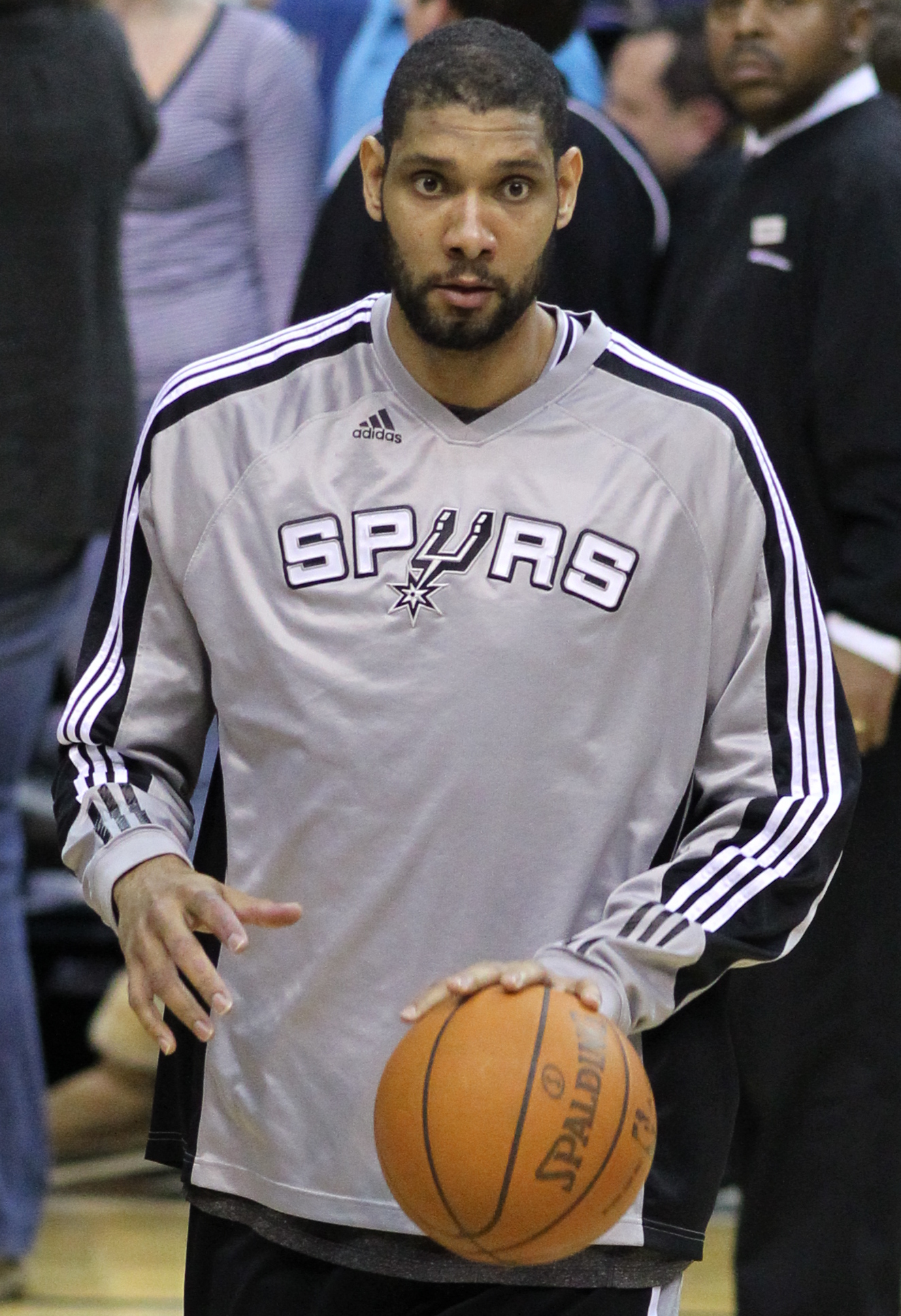
Tim Duncan ganó en todos los meses en la temporada 97-98.

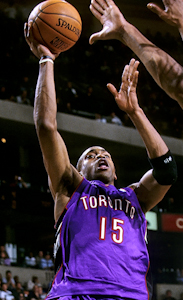
Vince Carter ganó en dos ocasiones en la temporada 98-99.

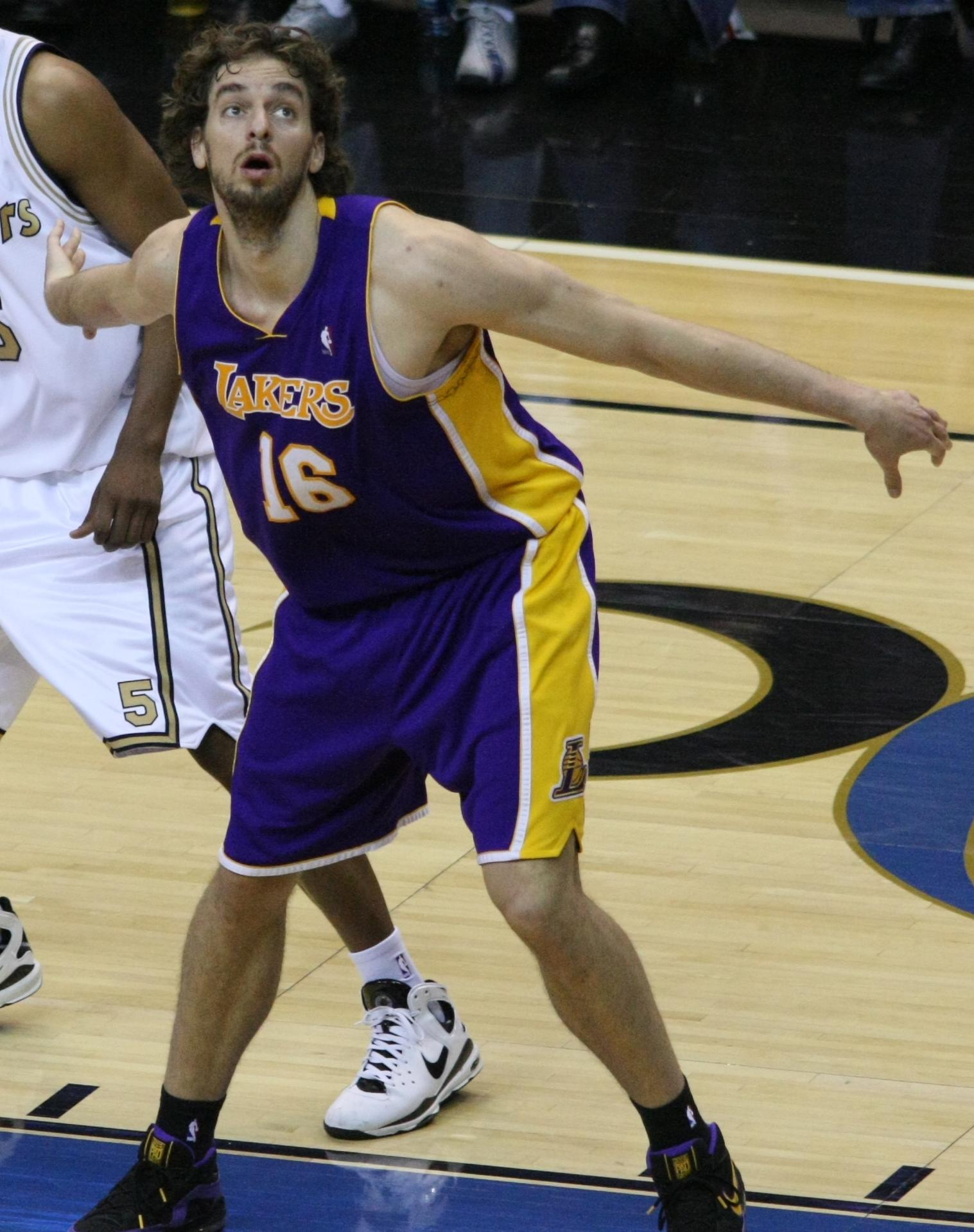
Pau Gasol ganó en tres ocasiones en la temporada 01-02.

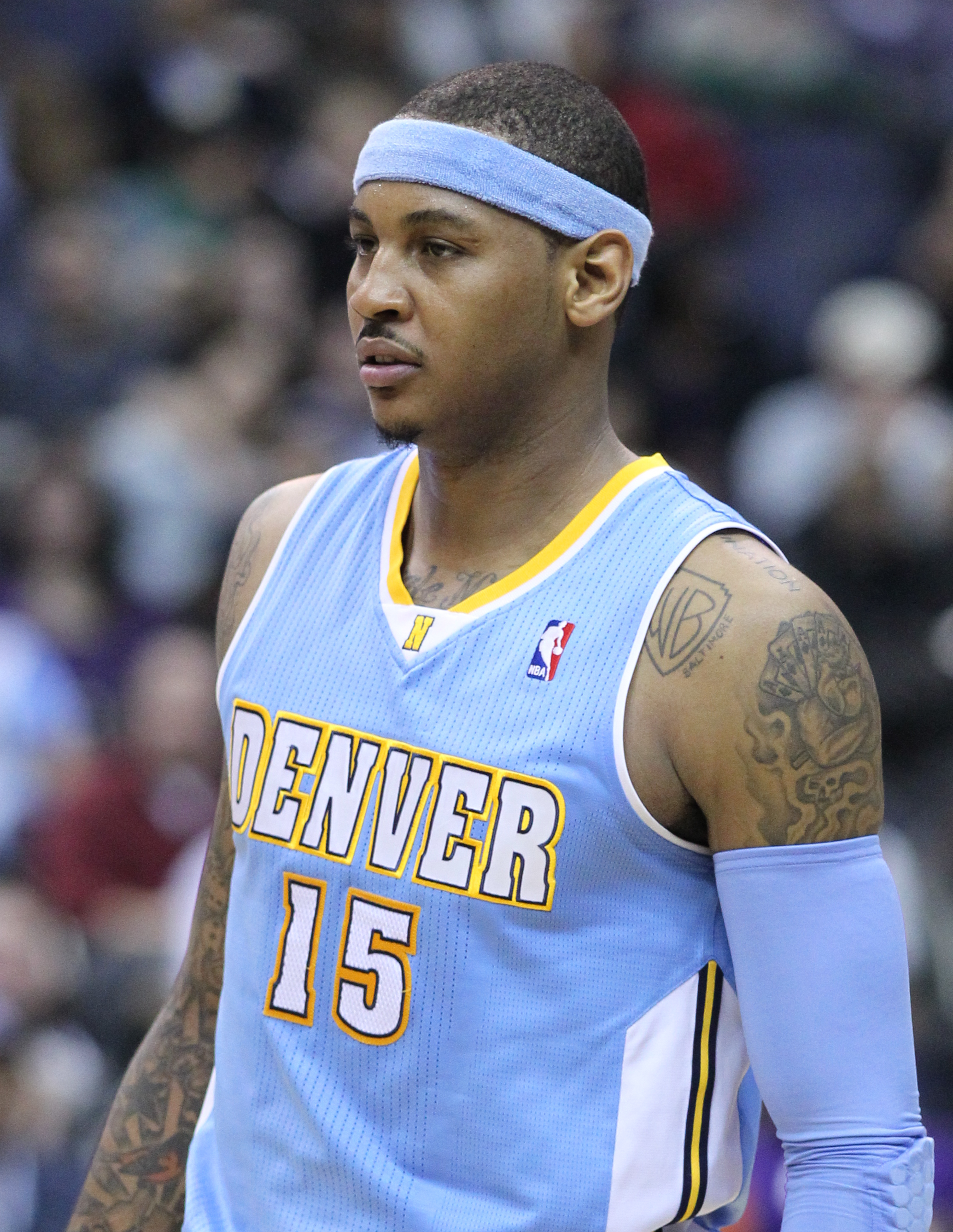
Carmelo Anthony ganó en todos los meses en la temporada 03-04.

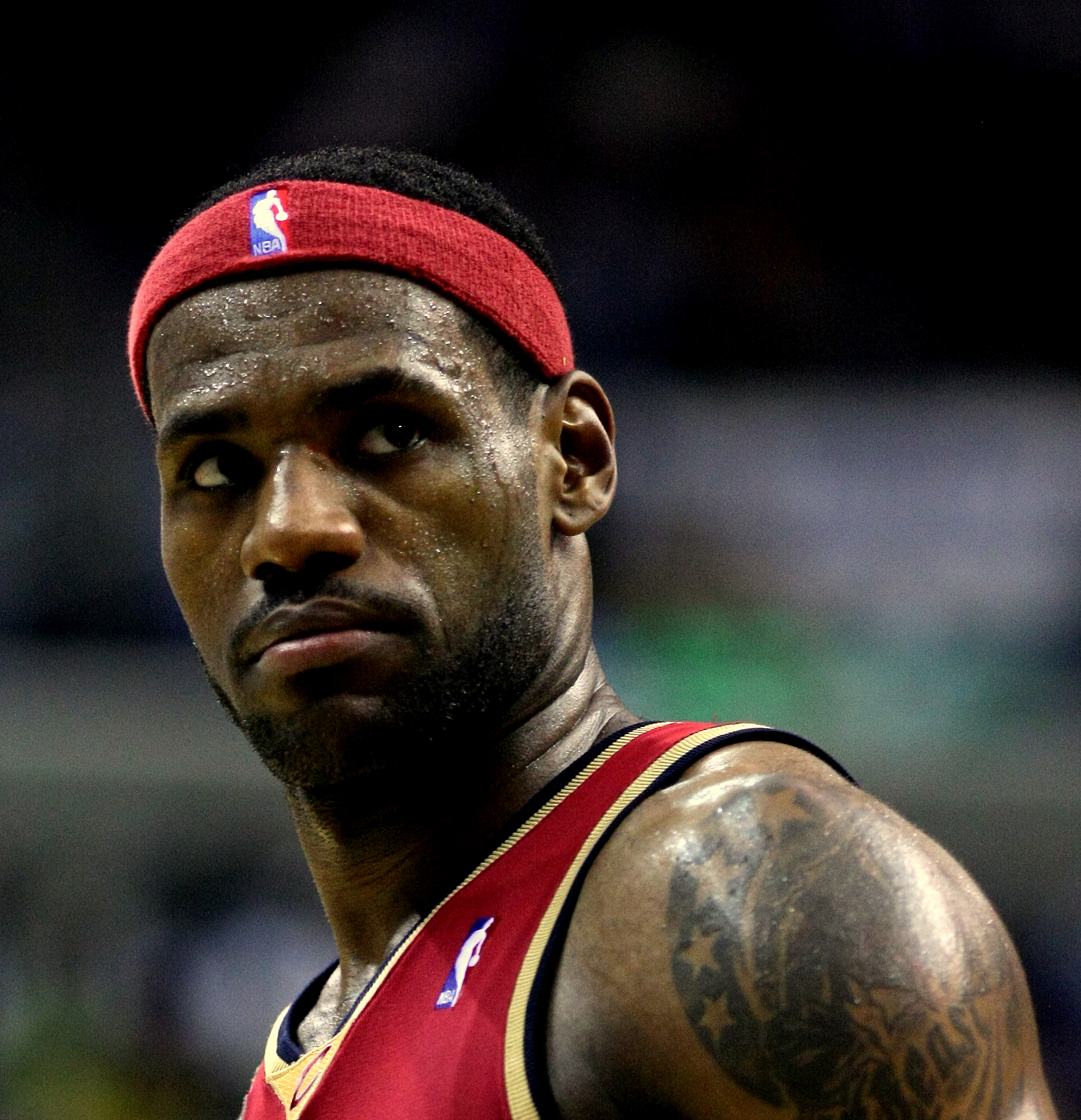
LeBron James ganó en todos los meses en la temporada 03-04.

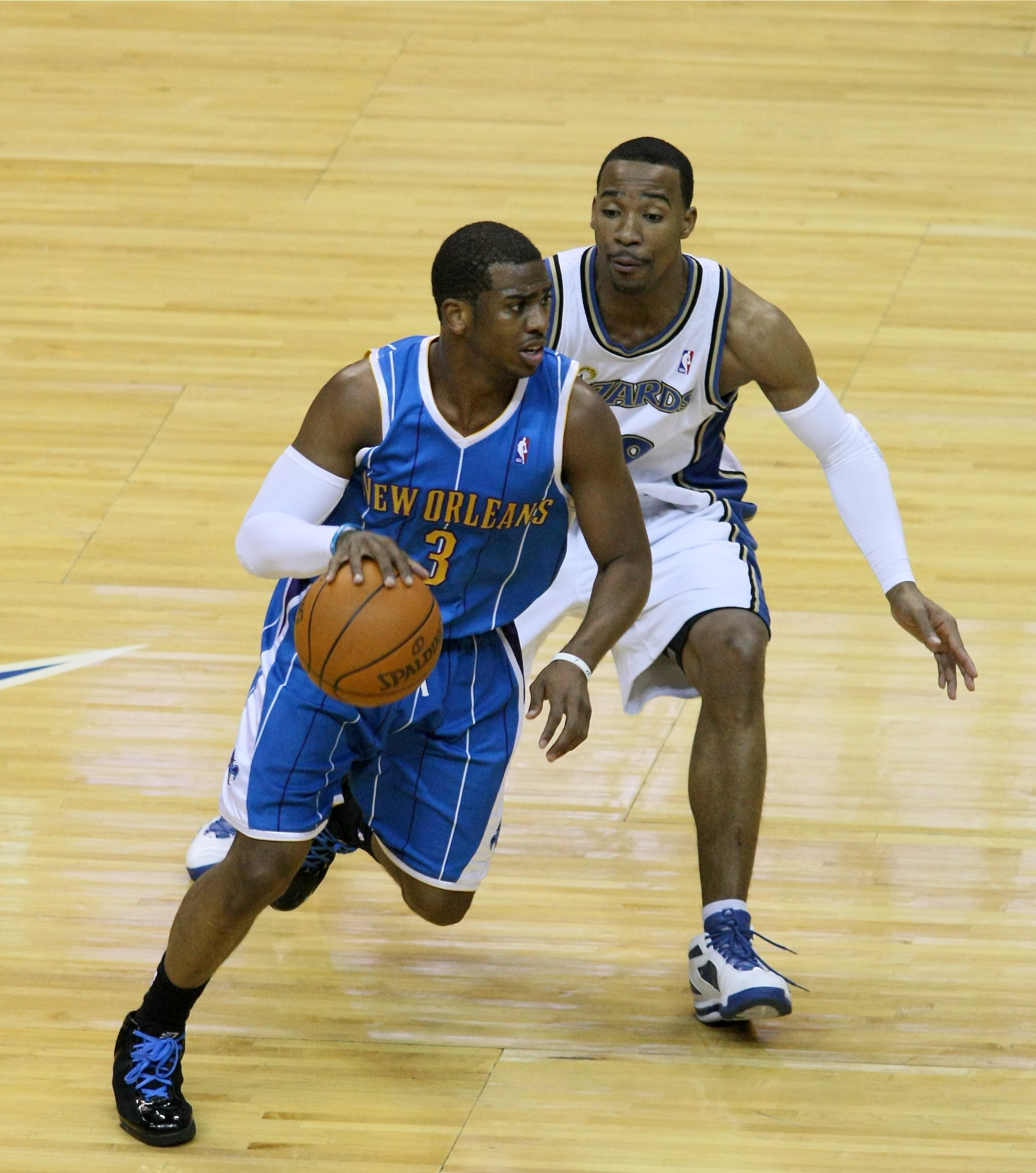
Chris Paul ganó en todos los meses en la temporada 05-06.

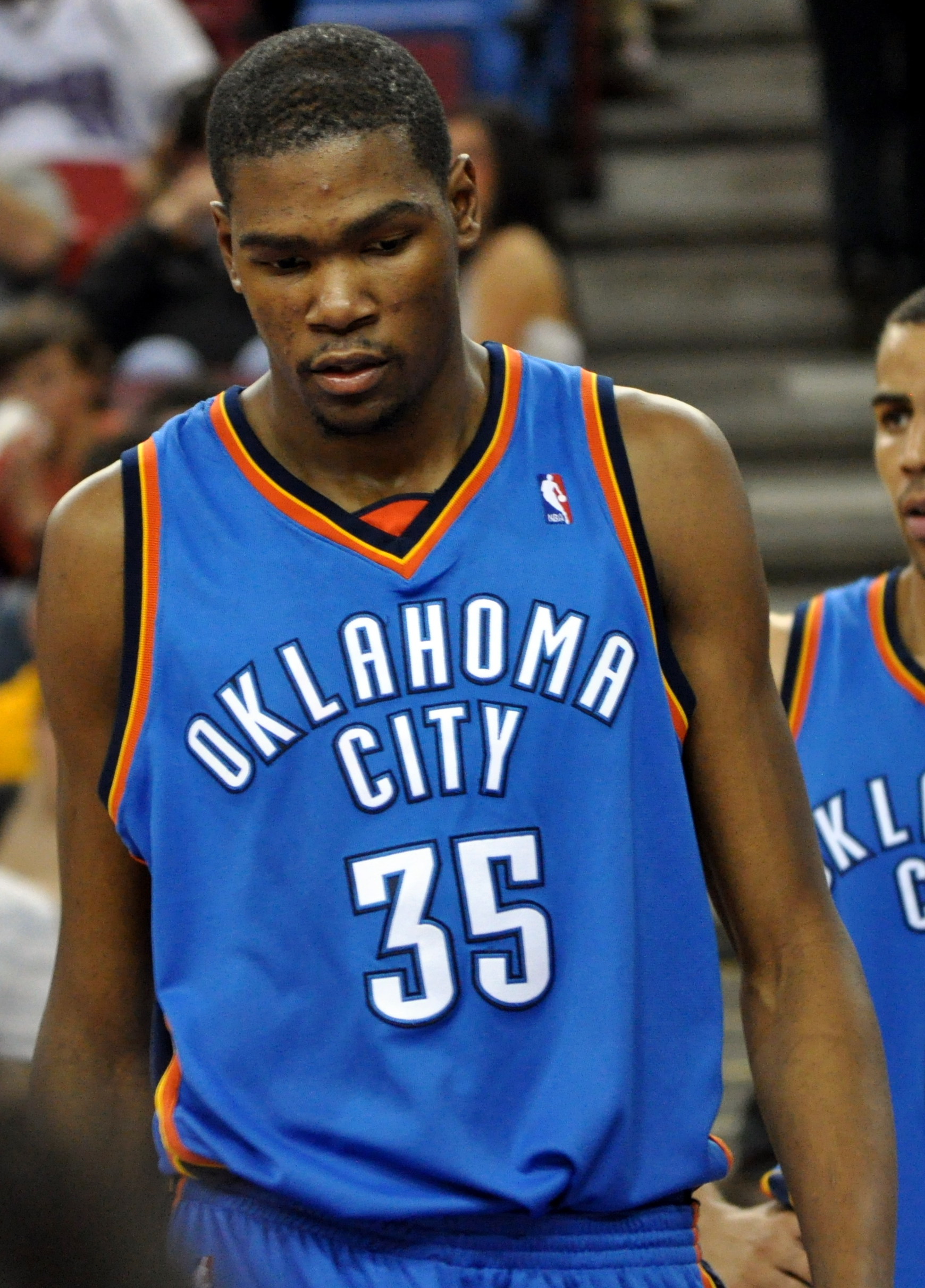
Kevin Durant ganó en cinco ocasiones en la temporada 07-08.

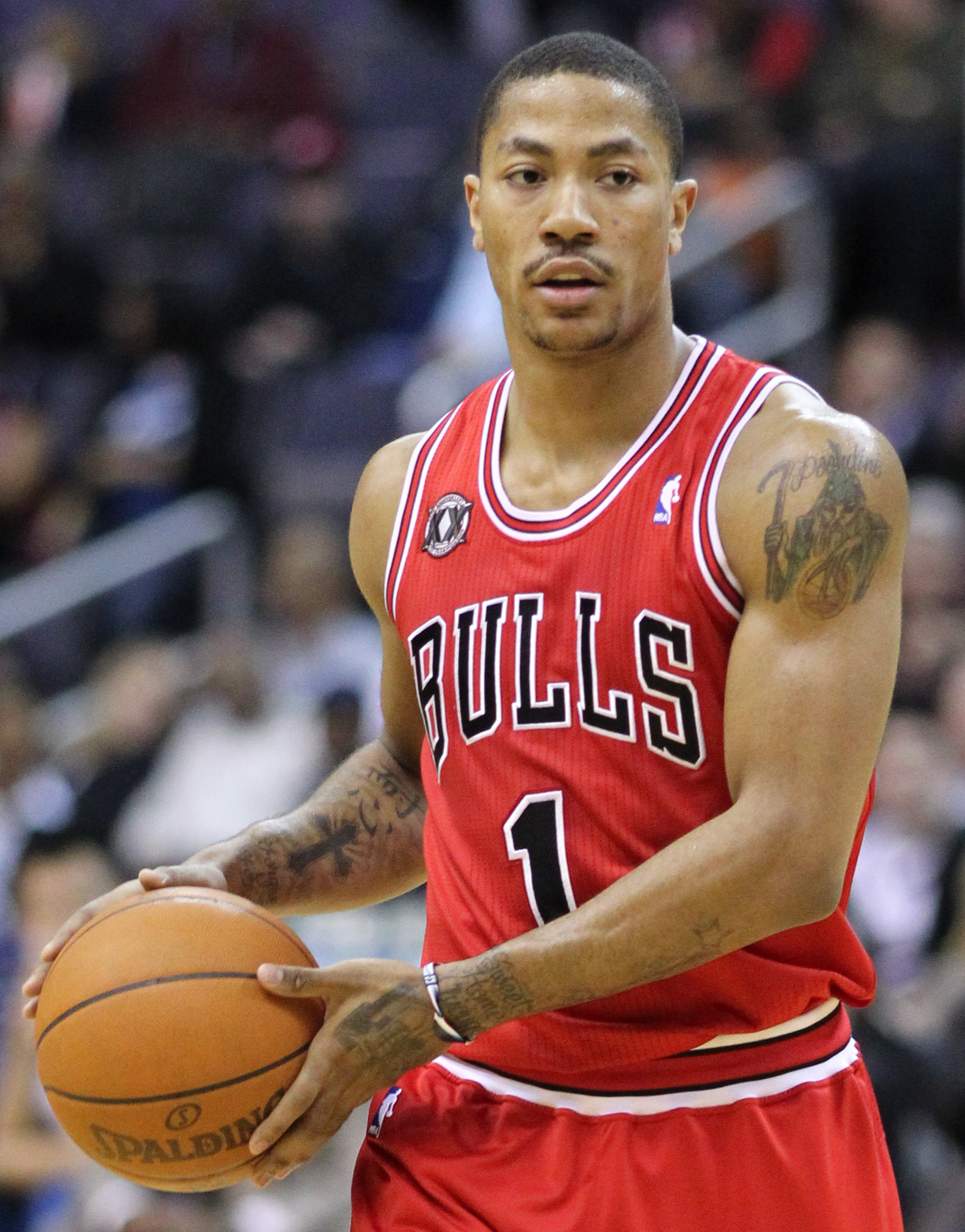
Derrick Rose ganó en tres ocasiones en la temporada 08-09.

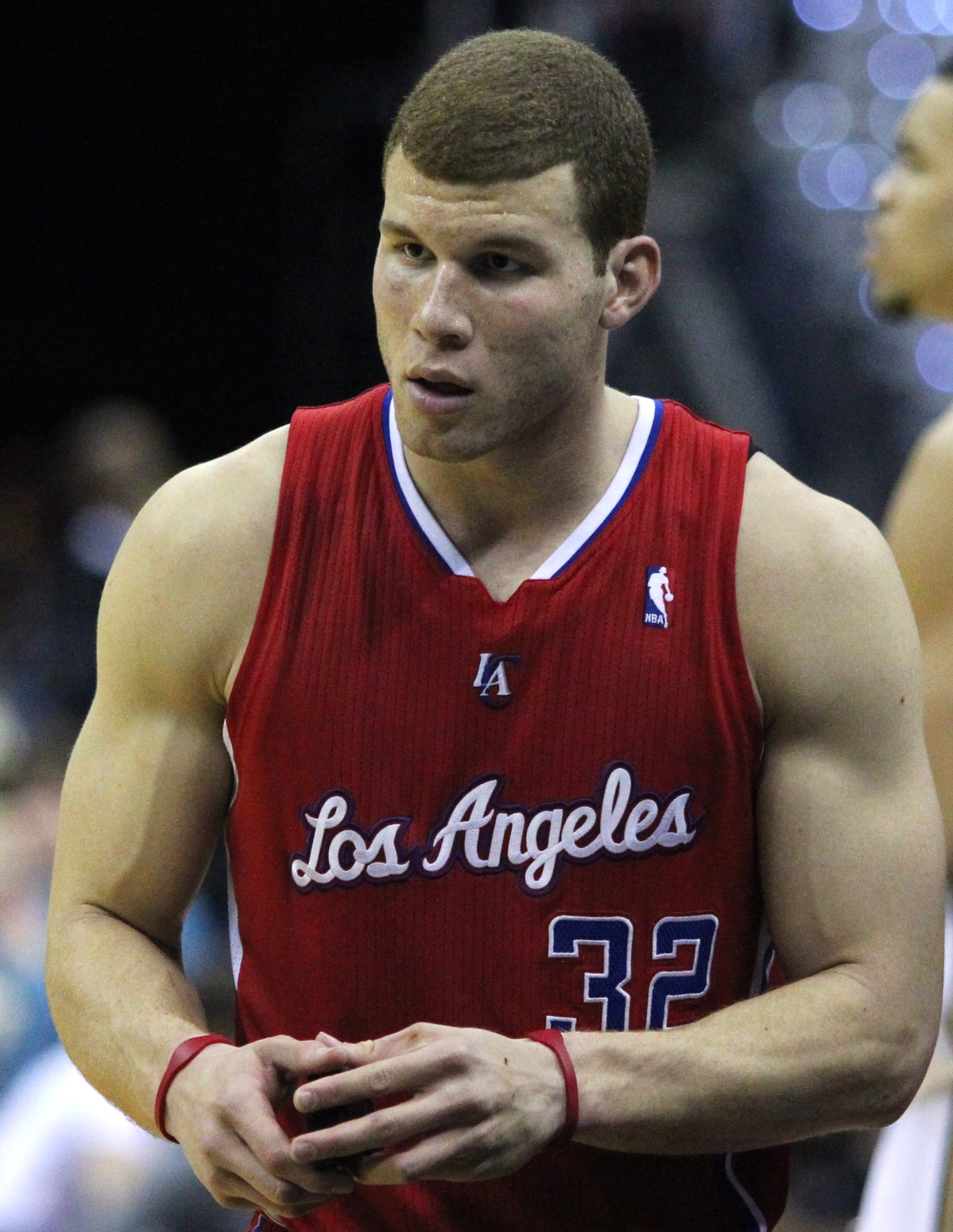
Blake Griffin ganó en todos los meses en la temporada 10-11.

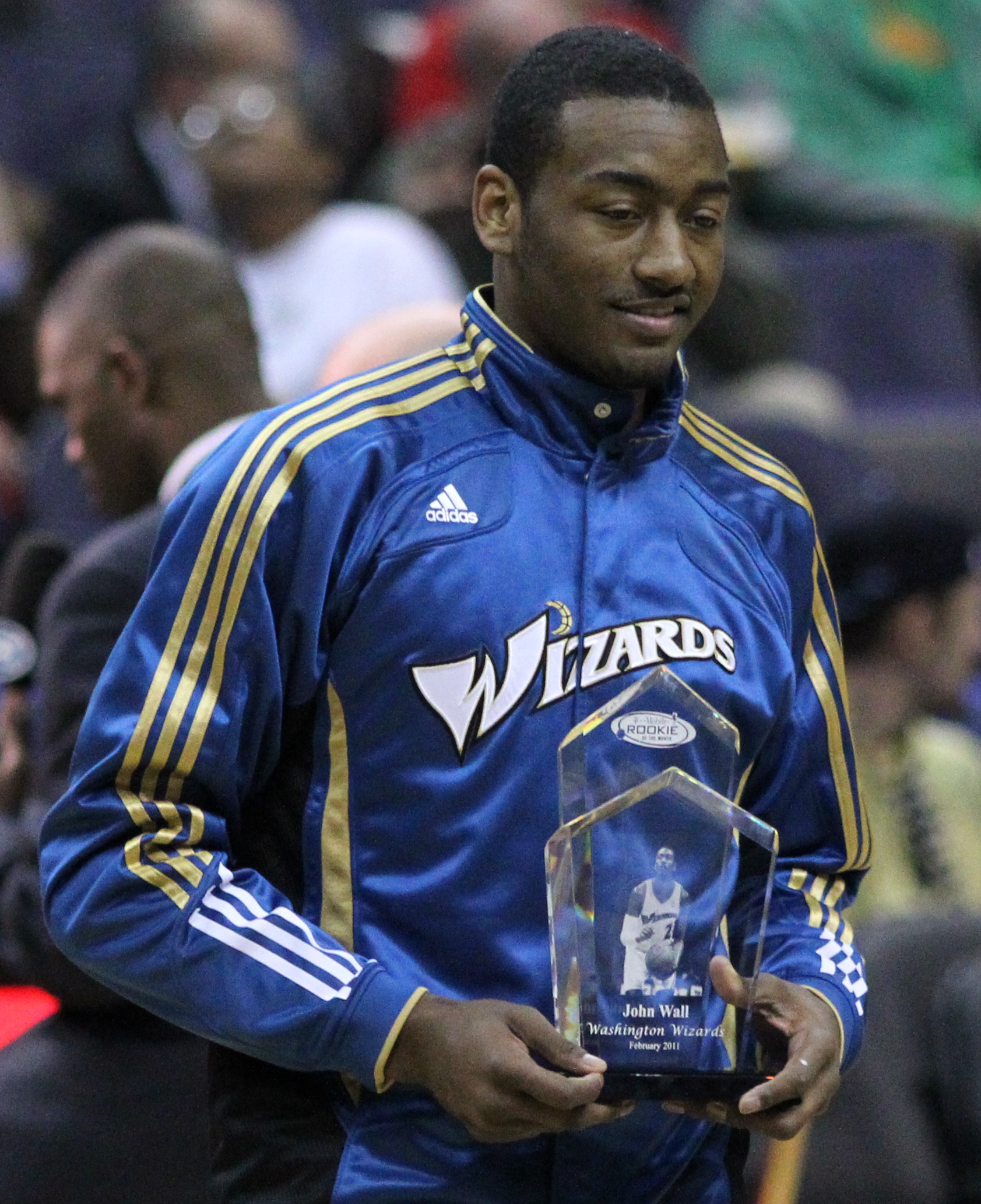
John Wall ganó en cuatro ocasiones en la temporada 10-11.

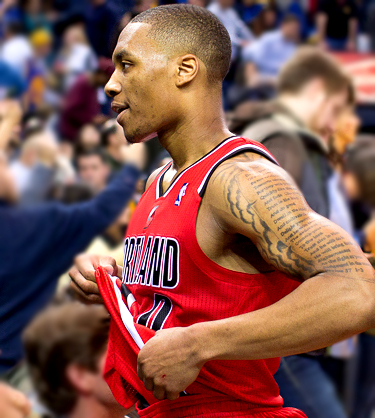
Damian Lillard ganó en todos los meses en la temporada 12-13.

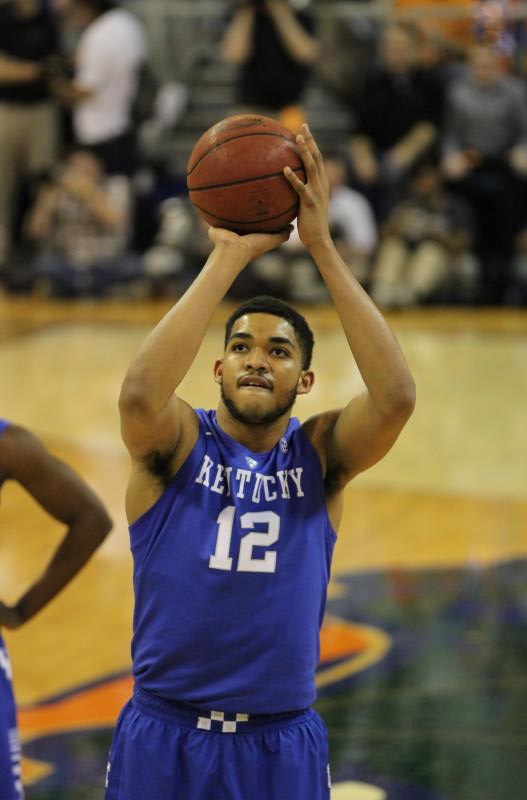
Karl-Anthony Towns ganó en todos los meses en la temporada 15-16.

### 1981-2001
| 1981-82 (Draft de 1981) | Noviembre | Mark Aguirre            | Dallas Mavericks       |  |
| 1981-82 (Draft de 1981) | Noviembre | Isiah Thomas            | Detroit Pistons        |  |
| 1981-82 (Draft de 1981) | Diciembre | Jay Vincent             | Dallas Mavericks       |  |
| 1981-82 (Draft de 1981) | Diciembre | Kelly Tripucka          | Detroit Pistons        |  |
| 1981-82 (Draft de 1981) | Enero     | Tom Chambers            | San Diego Clippers     |  |
| 1981-82 (Draft de 1981) | Enero     | Jeff Ruland             | Washington Bullets     |  |
| 1981-82 (Draft de 1981) | Febrero   | Jay Vincent (2)         | Dallas Mavericks       |  |
| 1981-82 (Draft de 1981) | Febrero   | Buck Williams           | New Jersey Nets        |  |
| 1981-82 (Draft de 1981) | Marzo     | Jay Vincent (3)         | Dallas Mavericks       |  |
| 1981-82 (Draft de 1981) | Marzo     | Kelly Tripucka (2)      | Detroit Pistons        |  |
| 1982-83 (Draft de 1982) | Noviembre | Terry Cummings          | San Diego Clippers     |  |
| 1982-83 (Draft de 1982) | Diciembre | Clark Kellogg           | Indiana Pacers         |  |
| 1982-83 (Draft de 1982) | Enero     | Terry Cummings (2)      | San Diego Clippers     |  |
| 1982-83 (Draft de 1982) | Febrero   | Terry Cummings (3)      | San Diego Clippers     |  |
| 1982-83 (Draft de 1982) | Marzo     | Terry Cummings (4)      | San Diego Clippers     |  |
| 1983-84 (Draft de 1983) | Noviembre | Ralph Sampson           | Houston Rockets        |  |
| 1983-84 (Draft de 1983) | Diciembre | Ralph Sampson (2)       | Houston Rockets        |  |
| 1983-84 (Draft de 1983) | Enero     | Ralph Sampson (3)       | Houston Rockets        |  |
| 1983-84 (Draft de 1983) | Febrero   | Ralph Sampson (4)       | Houston Rockets        |  |
| 1983-84 (Draft de 1983) | Marzo     | Ralph Sampson (5)       | Houston Rockets        |  |
| 1984-85 (Draft de 1984) | Noviembre | Michael Jordan          | Chicago Bulls          |  |
| 1984-85 (Draft de 1984) | Diciembre | Akeem Olajuwon          | Houston Rockets        |  |
| 1984-85 (Draft de 1984) | Enero     | Michael Jordan (2)      | Chicago Bulls          |  |
| 1984-85 (Draft de 1984) | Febrero   | Akeem Olajuwon (2)      | Houston Rockets        |  |
| 1984-85 (Draft de 1984) | Marzo     | Michael Jordan (3)      | Chicago Bulls          |  |
| 1984-85 (Draft de 1984) | Marzo     | Akeem Olajuwon (3)      | Houston Rockets        |  |
| 1985-86 (Draft de 1985) | Noviembre | Patrick Ewing           | New York Knicks        |  |
| 1985-86 (Draft de 1985) | Diciembre | Karl Malone             | Utah Jazz              |  |
| 1985-86 (Draft de 1985) | Enero     | Patrick Ewing (2)       | New York Knicks        |  |
| 1985-86 (Draft de 1985) | Febrero   | Charles Oakley          | Chicago Bulls          |  |
| 1985-86 (Draft de 1985) | Marzo     | Benoit Benjamin         | Los Angeles Clippers   |  |
| 1986-87 (Draft de 1986) | Noviembre | Chuck Person            | Indiana Pacers         |  |
| 1986-87 (Draft de 1986) | Diciembre | Ron Harper              | Cleveland Cavaliers    |  |
| 1986-87 (Draft de 1986) | Enero     | Ron Harper (2)          | Cleveland Cavaliers    |  |
| 1986-87 (Draft de 1986) | Febrero   | Chuck Person (2)        | Indiana Pacers         |  |
| 1986-87 (Draft de 1986) | Marzo     | Brad Daugherty          | Cleveland Cavaliers    |  |
| 1987-88 (Draft de 1987) | Noviembre | Mark Jackson            | New York Knicks        |  |
| 1987-88 (Draft de 1987) | Diciembre | Mark Jackson (2)        | New York Knicks        |  |
| 1987-88 (Draft de 1987) | Enero     | Armon Gilliam           | Phoenix Suns           |  |
| 1987-88 (Draft de 1987) | Febrero   | Mark Jackson (3)        | New York Knicks        |  |
| 1987-88 (Draft de 1987) | Marzo     | Greg Anderson           | San Antonio Spurs      |  |
| 1987-88 (Draft de 1987) | Abril     | Kevin Johnson           | Phoenix Suns           |  |
| 1988-89 (Draft de 1988) | Noviembre | Willie Anderson         | San Antonio Spurs      |  |
| 1988-89 (Draft de 1988) | Diciembre | Mitch Richmond          | Golden State Warriors  |  |
| 1988-89 (Draft de 1988) | Enero     | Mitch Richmond (2)      | Golden State Warriors  |  |
| 1988-89 (Draft de 1988) | Febrero   | Charles Smith           | Los Angeles Clippers   |  |
| 1988-89 (Draft de 1988) | Marzo     | Mitch Richmond (3)      | Golden State Warriors  |  |
| 1988-89 (Draft de 1988) | Abril     | Charles Smith (2)       | Los Angeles Clippers   |  |
| 1989-90 (Draft de 1989) | Noviembre | David Robinson          | San Antonio Spurs      |  |
| 1989-90 (Draft de 1989) | Diciembre | David Robinson (2)      | San Antonio Spurs      |  |
| 1989-90 (Draft de 1989) | Enero     | David Robinson (3)      | San Antonio Spurs      |  |
| 1989-90 (Draft de 1989) | Febrero   | David Robinson (4)      | San Antonio Spurs      |  |
| 1989-90 (Draft de 1989) | Marzo     | David Robinson (5)      | San Antonio Spurs      |  |
| 1989-90 (Draft de 1989) | Abril     | David Robinson (6)      | San Antonio Spurs      |  |
| 1990-91 (Draft de 1990) | Noviembre | Derrick Coleman         | New Jersey Nets        |  |
| 1990-91 (Draft de 1990) | Diciembre | Lionel Simmons          | Sacramento Kings       |  |
| 1990-91 (Draft de 1990) | Enero     | Derrick Coleman (2)     | New Jersey Nets        |  |
| 1990-91 (Draft de 1990) | Febrero   | Lionel Simmons (2)      | Sacramento Kings       |  |
| 1990-91 (Draft de 1990) | Marzo     | Dennis Scott            | Orlando Magic          |  |
| 1990-91 (Draft de 1990) | Abril     | Derrick Coleman (3)     | New Jersey Nets        |  |
| 1991-92 (Draft de 1991) | Noviembre | Dikembe Mutombo         | Denver Nuggets         |  |
| 1991-92 (Draft de 1991) | Diciembre | Larry Johnson           | Charlotte Hornets      |  |
| 1991-92 (Draft de 1991) | Enero     | Dikembe Mutombo (2)     | Denver Nuggets         |  |
| 1991-92 (Draft de 1991) | Febrero   | Larry Johnson (2)       | Charlotte Hornets      |  |
| 1991-92 (Draft de 1991) | Marzo     | Larry Johnson (3)       | Charlotte Hornets      |  |
| 1991-92 (Draft de 1991) | Abril     | Stacey Augmon           | Atlanta Hawks          |  |
| 1992-93 (Draft de 1992) | Noviembre | Shaquille O'Neal        | Orlando Magic          |  |
| 1992-93 (Draft de 1992) | Diciembre | Shaquille O'Neal (2)    | Orlando Magic          |  |
| 1992-93 (Draft de 1992) | Enero     | Shaquille O'Neal (3)    | Orlando Magic          |  |
| 1992-93 (Draft de 1992) | Febrero   | Shaquille O'Neal (4)    | Orlando Magic          |  |
| 1992-93 (Draft de 1992) | Marzo     | Alonzo Mourning         | Charlotte Hornets      |  |
| 1992-93 (Draft de 1992) | Abril     | Alonzo Mourning (2)     | Charlotte Hornets      |  |
| 1993-94 (Draft de 1993) | Noviembre | Dino Radja              | Boston Celtics         |  |
| 1993-94 (Draft de 1993) | Diciembre | Chris Webber            | Golden State Warriors  |  |
| 1993-94 (Draft de 1993) | Enero     | Anfernee Hardaway       | Orlando Magic          |  |
| 1993-94 (Draft de 1993) | Febrero   | Vin Baker               | Milwaukee Bucks        |  |
| 1993-94 (Draft de 1993) | Marzo     | Chris Webber (2)        | Golden State Warriors  |  |
| 1993-94 (Draft de 1993) | Abril     | Anfernee Hardaway (2)   | Orlando Magic          |  |
| 1994-95 (Draft de 1994) | Noviembre | Grant Hill              | Detroit Pistons        |  |
| 1994-95 (Draft de 1994) | Diciembre | Glenn Robinson          | Milwaukee Bucks        |  |
| 1994-95 (Draft de 1994) | Enero     | Brian Grant             | Sacramento Kings       |  |
| 1994-95 (Draft de 1994) | Febrero   | Juwan Howard            | Washington Bullets     |  |
| 1994-95 (Draft de 1994) | Marzo     | Jason Kidd              | Dallas Mavericks       |  |
| 1994-95 (Draft de 1994) | Abril     | Glenn Robinson (2)      | Milwaukee Bucks        |  |
| 1995-96 (Draft de 1995) | Noviembre | Damon Stoudamire        | Toronto Raptors        |  |
| 1995-96 (Draft de 1995) | Diciembre | Joe Smith               | Golden State Warriors  |  |
| 1995-96 (Draft de 1995) | Enero     | Damon Stoudamire (2)    | Toronto Raptors        |  |
| 1995-96 (Draft de 1995) | Febrero   | Joe Smith (2)           | Golden State Warriors  |  |
| 1995-96 (Draft de 1995) | Marzo     | Jerry Stackhouse        | Philadelphia 76ers     |  |
| 1995-96 (Draft de 1995) | Abril     | Arvydas Sabonis         | Portland Trail Blazers |  |
| 1996-97 (Draft de 1996) | Noviembre | Allen Iverson           | Philadelphia 76ers     |  |
| 1996-97 (Draft de 1996) | Diciembre | Shareef Abdur-Rahim     | Vancouver Grizzlies    |  |
| 1996-97 (Draft de 1996) | Diciembre | Kerry Kittles           | New Jersey Nets        |  |
| 1996-97 (Draft de 1996) | Enero     | Stephon Marbury         | Minnesota Timberwolves |  |
| 1996-97 (Draft de 1996) | Febrero   | Shareef Abdur-Rahim (2) | Vancouver Grizzlies    |  |
| 1996-97 (Draft de 1996) | Marzo     | Allen Iverson (2)       | Philadelphia 76ers     |  |
| 1996-97 (Draft de 1996) | Abril     | Allen Iverson (3)       | Philadelphia 76ers     |  |
| 1997-98 (Draft de 1997) | Noviembre | Tim Duncan              | San Antonio Spurs      |  |
| 1997-98 (Draft de 1997) | Diciembre | Tim Duncan (2)          | San Antonio Spurs      |  |
| 1997-98 (Draft de 1997) | Enero     | Tim Duncan (3)          | San Antonio Spurs      |  |
| 1997-98 (Draft de 1997) | Febrero   | Tim Duncan (4)          | San Antonio Spurs      |  |
| 1997-98 (Draft de 1997) | Marzo     | Tim Duncan (5)          | San Antonio Spurs      |  |
| 1997-98 (Draft de 1997) | Abril     | Tim Duncan (6)          | San Antonio Spurs      |  |
| 1998-99 (Draft de 1998) | Febrero   | Paul Pierce             | Boston Celtics         |  |
| 1998-99 (Draft de 1998) | Marzo     | Vince Carter            | Toronto Raptors        |  |
| 1998-99 (Draft de 1998) | Abril     | Vince Carter (2)        | Toronto Raptors        |  |
| 1999-00 (Draft de 1999) | Noviembre | Lamar Odom              | Los Angeles Clippers   |  |
| 1999-00 (Draft de 1999) | Noviembre | Adrian Griffin          | Boston Celtics         |  |
| 1999-00 (Draft de 1999) | Diciembre | Steve Francis           | Houston Rockets        |  |
| 1999-00 (Draft de 1999) | Enero     | Elton Brand             | Chicago Bulls          |  |
| 1999-00 (Draft de 1999) | Febrero   | Elton Brand (2)         | Chicago Bulls          |  |
| 1999-00 (Draft de 1999) | Marzo     | Steve Francis (2)       | Houston Rockets        |  |
| 1999-00 (Draft de 1999) | Abril     | Elton Brand (3)         | Chicago Bulls          |  |
| 1999-00 (Draft de 1999) | Abril     | Steve Francis (3)       | Houston Rockets        |  |
| 2000-01 (Draft de 2000) | Noviembre | Kenyon Martin           | New Jersey Nets        |  |
| 2000-01 (Draft de 2000) | Diciembre | Marc Jackson            | Golden State Warriors  |  |
| 2000-01 (Draft de 2000) | Enero     | Marc Jackson (2)        | Golden State Warriors  |  |
| 2000-01 (Draft de 2000) | Febrero   | Mike Miller             | Orlando Magic          |  |
| 2000-01 (Draft de 2000) | Marzo     | Mike Miller (2)         | Orlando Magic          |  |
| 2000-01 (Draft de 2000) | Marzo     | Kenyon Martin (2)       | New Jersey Nets        |  |
| 2000-01 (Draft de 2000) | Abril     | Courtney Alexander      | Washington Wizards     |  |

### 2001-presente
| Año                     | Mes               | Conferencia Este            | Conferencia Este    | Conferencia Oeste      | Conferencia Oeste      | Ref(s)               |
| Año                     | Mes               | Jugador(es)                 | Equipo(s)           | Jugador(s)             | Equipo(s)              | Ref(s)               |
| ----------------------- | ----------------- | --------------------------- | ------------------- | ---------------------- | ---------------------- | -------------------- |
| 2001-02 (Draft de 2001) | Noviembre         | Jamaal Tinsley              | Indiana Pacers      | Pau Gasol              | Memphis Grizzlies      |                      |
| 2001-02 (Draft de 2001) | Diciembre         | Brendan Haywood             | Washington Wizards  | Shane Battier          | Memphis Grizzlies      |                      |
| 2001-02 (Draft de 2001) | Enero             | Richard Jefferson           | New Jersey Nets     | Pau Gasol (2)          | Memphis Grizzlies      |                      |
| 2001-02 (Draft de 2001) | Febrero           | Trenton Hassell             | Chicago Bulls       | Jason Richardson       | Golden State Warriors  |                      |
| 2001-02 (Draft de 2001) | Marzo             | Jamaal Tinsley (2)          | Indiana Pacers      | Pau Gasol (3)          | Memphis Grizzlies      |                      |
| 2001-02 (Draft de 2001) | Abril             | Zeljko Rebraca              | Detroit Pistons     | Gilbert Arenas         | Golden State Warriors  |                      |
| 2002-03 (Draft de 2002) | Noviembre         | Caron Butler                | Miami Heat          | Drew Gooden            | Memphis Grizzlies      |                      |
| 2002-03 (Draft de 2002) | Diciembre         | Jay Williams                | Chicago Bulls       | Yao Ming               | Houston Rockets        |                      |
| 2002-03 (Draft de 2002) | Enero             | Caron Butler (2)            | Miami Heat          | Amare Stoudemire       | Phoenix Suns           |                      |
| 2002-03 (Draft de 2002) | Febrero           | Caron Butler (3)            | Miami Heat          | Yao Ming (2)           | Houston Rockets        |                      |
| 2002-03 (Draft de 2002) | Marzo             | Caron Butler (4)            | Miami Heat          | Manu Ginóbili          | San Antonio Spurs      |                      |
| 2002-03 (Draft de 2002) | Abril             | Carlos Boozer               | Cleveland Cavaliers | Amare Stoudemire (2)   | Phoenix Suns           |                      |
| 2003-04 (Draft de 2003) | Noviembre         | LeBron James                | Cleveland Cavaliers | Carmelo Anthony        | Denver Nuggets         |                      |
| 2003-04 (Draft de 2003) | Diciembre         | LeBron James (2)            | Cleveland Cavaliers | Carmelo Anthony (2)    | Denver Nuggets         |                      |
| 2003-04 (Draft de 2003) | Enero             | LeBron James (3)            | Cleveland Cavaliers | Carmelo Anthony (3)    | Denver Nuggets         |                      |
| 2003-04 (Draft de 2003) | Febrero           | LeBron James (4)            | Cleveland Cavaliers | Carmelo Anthony (4)    | Denver Nuggets         |                      |
| 2003-04 (Draft de 2003) | Marzo             | LeBron James (5)            | Cleveland Cavaliers | Carmelo Anthony (5)    | Denver Nuggets         |                      |
| 2003-04 (Draft de 2003) | Abril             | LeBron James (6)            | Cleveland Cavaliers | Carmelo Anthony (6)    | Denver Nuggets         |                      |
| 2004-05 (Draft de 2004) | Noviembre         | Emeka Okafor                | Charlotte Bobcats   | Devin Harris           | Dallas Mavericks       |                      |
| 2004-05 (Draft de 2004) | Diciembre         | Emeka Okafor (2)            | Charlotte Bobcats   | Beno Udrih             | San Antonio Spurs      |                      |
| 2004-05 (Draft de 2004) | Enero             | Ben Gordon                  | Chicago Bulls       | J.R. Smith             | New Orleans Hornets    |                      |
| 2004-05 (Draft de 2004) | Febrero           | Ben Gordon (2)              | Chicago Bulls       | J.R. Smith (2)         | New Orleans Hornets    |                      |
| 2004-05 (Draft de 2004) | Marzo             | Ben Gordon (3)              | Chicago Bulls       | J.R. Smith (3)         | New Orleans Hornets    |                      |
| 2004-05 (Draft de 2004) | Abril             | Emeka Okafor (3)            | Charlotte Bobcats   | Shaun Livingston       | Los Angeles Clippers   |                      |
| 2005-06 (Draft de 2005) | Noviembre         | Channing Frye               | New York Knicks     | Chris Paul             | New Orleans Hornets    | [ 1 ]                |
| 2005-06 (Draft de 2005) | Diciembre         | Charlie Villanueva          | Toronto Raptors     | Chris Paul (2)         | New Orleans Hornets    |                      |
| 2005-06 (Draft de 2005) | Enero             | Andrew Bogut                | Milwaukee Bucks     | Chris Paul (3)         | New Orleans Hornets    | [ 2 ]                |
| 2005-06 (Draft de 2005) | Febrero           | Raymond Felton              | Charlotte Bobcats   | Chris Paul (4)         | New Orleans Hornets    |                      |
| 2005-06 (Draft de 2005) | Marzo             | Raymond Felton (2)          | Charlotte Bobcats   | Chris Paul (5)         | New Orleans Hornets    |                      |
| 2005-06 (Draft de 2005) | Abril             | Raymond Felton (3)          | Charlotte Bobcats   | Chris Paul (6)         | New Orleans Hornets    | [ 3 ]                |
| 2006-07 (Draft de 2006) | Noviembre         | Adam Morrison               | Charlotte Bobcats   | Rudy Gay               | Memphis Grizzlies      | [ 4 ]                |
| 2006-07 (Draft de 2006) | Diciembre         | Jorge Garbajosa             | Toronto Raptors     | Randy Foye             | Minnesota Timberwolves | [ 5 ]                |
| 2006-07 (Draft de 2006) | Enero             | Andrea Bargnani             | Toronto Raptors     | Brandon Roy            | Portland Trail Blazers | [ 6 ]                |
| 2006-07 (Draft de 2006) | Febrero           | Andrea Bargnani (2)         | Toronto Raptors     | Brandon Roy (2)        | Portland Trail Blazers | [ 7 ]                |
| 2006-07 (Draft de 2006) | Marzo             | Walter Herrmann             | Charlotte Bobcats   | Brandon Roy (3)        | Portland Trail Blazers | [ 8 ]                |
| 2006-07 (Draft de 2006) | Abril             | Shelden Williams            | Atlanta Hawks       | Tarence Kinsey         | Memphis Grizzlies      | [ 9 ]                |
| 2007-08 (Draft de 2007) | Noviembre         | Al Horford                  | Atlanta Hawks       | Kevin Durant           | Seattle SuperSonics    | [ 10 ]               |
| 2007-08 (Draft de 2007) | Diciembre         | Yi Jianlian                 | Milwaukee Bucks     | Kevin Durant (2)       | Seattle SuperSonics    | [ 11 ]               |
| 2007-08 (Draft de 2007) | Enero             | Jamario Moon                | Toronto Raptors     | Kevin Durant (3)       | Seattle SuperSonics    | [ 12 ]               |
| 2007-08 (Draft de 2007) | Febrero           | Al Horford (2)              | Atlanta Hawks       | Luis Scola             | Houston Rockets        | [ 13 ]               |
| 2007-08 (Draft de 2007) | Marzo             | Al Horford (3)              | Atlanta Hawks       | Kevin Durant (4)       | Seattle SuperSonics    | [ 14 ]               |
| 2007-08 (Draft de 2007) | Abril             | Ramon Sessions              | Milwaukee Bucks     | Kevin Durant (5)       | Seattle SuperSonics    | [ 15 ]               |
| 2008-09 (Draft de 2008) | Noviembre         | Derrick Rose                | Chicago Bulls       | O. J. Mayo             | Memphis Grizzlies      | [ 16 ] [ 17 ]        |
| 2008-09 (Draft de 2008) | Diciembre         | Derrick Rose (2)            | Chicago Bulls       | Russell Westbrook      | Oklahoma City Thunder  | [ 18 ] [ 19 ]        |
| 2008-09 (Draft de 2008) | Enero             | Brook Lopez                 | New Jersey Nets     | Eric Gordon            | Los Angeles Clippers   | [ 20 ] [ 21 ]        |
| 2008-09 (Draft de 2008) | Febrero           | Brook Lopez (2)             | New Jersey Nets     | Russell Westbrook (2)  | Oklahoma City Thunder  | [ 22 ] [ 23 ]        |
| 2008-09 (Draft de 2008) | Marzo             | Derrick Rose (3)            | Chicago Bulls       | Kevin Love             | Minnesota Timberwolves | [ 24 ] [ 25 ]        |
| 2008-09 (Draft de 2008) | Abril             | Michael Beasley             | Miami Heat          | O.J. Mayo (2)          | Memphis Grizzlies      | [ 26 ] [ 27 ] [ 28 ] |
| 2009-10 (Draft de 2009) | Noviembre         | Brandon Jennings            | Milwaukee Bucks     | Tyreke Evans           | Sacramento Kings       | [ 29 ]               |
| 2009-10 (Draft de 2009) | Diciembre         | Brandon Jennings (2)        | Milwaukee Bucks     | Tyreke Evans (2)       | Sacramento Kings       | [ 30 ]               |
| 2009-10 (Draft de 2009) | Enero             | Brandon Jennings (3)        | Milwaukee Bucks     | Stephen Curry          | Golden State Warriors  | [ 31 ]               |
| 2009-10 (Draft de 2009) | Febrero           | Jonas Jerebko               | Detroit Pistons     | Darren Collison        | New Orleans Hornets    | [ 32 ]               |
| 2009-10 (Draft de 2009) | Marzo             | Brandon Jennings (4)        | Milwaukee Bucks     | Stephen Curry (2)      | Golden State Warriors  | [ 33 ]               |
| 2009-10 (Draft de 2009) | Abril             | Terrence Williams           | New Jersey Nets     | Stephen Curry (3)      | Golden State Warriors  | [ 34 ]               |
| 2010-11 (Draft de 2010) | Noviembre         | Landry Fields               | New York Knicks     | Blake Griffin          | Los Angeles Clippers   | [ 35 ]               |
| 2010-11 (Draft de 2010) | Diciembre         | Landry Fields (2)           | New York Knicks     | Blake Griffin (2)      | Los Angeles Clippers   | [ 36 ]               |
| 2010-11 (Draft de 2010) | Enero             | John Wall                   | Washington Wizards  | Blake Griffin (3)      | Los Angeles Clippers   | [ 37 ]               |
| 2010-11 (Draft de 2010) | Febrero           | John Wall (2)               | Washington Wizards  | Blake Griffin (4)      | Los Angeles Clippers   | [ 38 ]               |
| 2010-11 (Draft de 2010) | Marzo             | John Wall (3)               | Washington Wizards  | Blake Griffin (5)      | Los Angeles Clippers   | [ 39 ]               |
| 2010-11 (Draft de 2010) | Abril             | John Wall (4)               | Washington Wizards  | Blake Griffin (6)      | Los Angeles Clippers   | [ 40 ]               |
| 2011-12 (Draft de 2011) | Enero             | Kyrie Irving                | Cleveland Cavaliers | Ricky Rubio            | Minnesota Timberwolves | [ 41 ]               |
| 2011-12 (Draft de 2011) | Febrero           | Kyrie Irving (2)            | Cleveland Cavaliers | Isaiah Thomas          | Sacramento Kings       | [ 42 ]               |
| 2011-12 (Draft de 2011) | Marzo             | Kyrie Irving (3)            | Cleveland Cavaliers | Isaiah Thomas (2)      | Sacramento Kings       | [ 43 ]               |
| 2011-12 (Draft de 2011) | Abril             | Ivan Johnson                | Atlanta Hawks       | Kenneth Faried         | Denver Nuggets         | [ 44 ]               |
| 2012-13 (Draft de 2012) | Noviembre         | Michael Kidd-Gilchrist      | Charlotte Bobcats   | Damian Lillard         | Portland Trail Blazers | [ 45 ]               |
| 2012-13 (Draft de 2012) | Diciembre         | Bradley Beal                | Washington Wizards  | Damian Lillard (2)     | Portland Trail Blazers | [ 46 ]               |
| 2012-13 (Draft de 2012) | Enero             | Bradley Beal (2)            | Washington Wizards  | Damian Lillard (3)     | Portland Trail Blazers | [ 47 ]               |
| 2012-13 (Draft de 2012) | Febrero           | Dion Waiters                | Cleveland Cavaliers | Damian Lillard (4)     | Portland Trail Blazers | [ 48 ]               |
| 2012-13 (Draft de 2012) | Marzo             | Jonas Valančiūnas           | Toronto Raptors     | Damian Lillard (5)     | Portland Trail Blazers | [ 49 ]               |
| 2012-13 (Draft de 2012) | Abril             | Chris Copeland              | New York Knicks     | Damian Lillard (6)     | Portland Trail Blazers | [ 50 ]               |
| 2013-14 (Draft de 2013) | Octubre-noviembre | Michael Carter-Williams     | Philadelphia 76ers  | Ben McLemore           | Sacramento Kings       | [ 51 ]               |
| 2013-14 (Draft de 2013) | Diciembre         | Victor Oladipo              | Orlando Magic       | Trey Burke             | Utah Jazz              | [ 52 ]               |
| 2013-14 (Draft de 2013) | Enero             | Michael Carter-Williams (2) | Philadelphia 76ers  | Trey Burke (2)         | Utah Jazz              | [ 53 ]               |
| 2013-14 (Draft de 2013) | Febrero           | Victor Oladipo (2)          | Orlando Magic       | Nick Calathes          | Memphis Grizzlies      | [ 54 ]               |
| 2013-14 (Draft de 2013) | Marzo             | Michael Carter-Williams (3) | Philadelphia 76ers  | Gorgui Dieng           | Minnesota Timberwolves | [ 55 ]               |
| 2013-14 (Draft de 2013) | Abril             | Michael Carter-Williams (4) | Philadelphia 76ers  | Trey Burke (3)         | Utah Jazz              | [ 56 ]               |
| 2014-15 (Draft de 2014) | Octubre-noviembre | Jabari Parker               | Milwaukee Bucks     | Andrew Wiggins         | Minnesota Timberwolves | [ 57 ]               |
| 2014-15 (Draft de 2014) | Diciembre         | Nikola Mirotić              | Chicago Bulls       | Andrew Wiggins (2)     | Minnesota Timberwolves | [ 58 ]               |
| 2014-15 (Draft de 2014) | Enero             | Elfrid Payton               | Orlando Magic       | Andrew Wiggins (3)     | Minnesota Timberwolves | [ 59 ]               |
| 2014-15 (Draft de 2014) | Febrero           | Marcus Smart                | Boston Celtics      | Andrew Wiggins (4)     | Minnesota Timberwolves | [ 60 ]               |
| 2014-15 (Draft de 2014) | Marzo             | Nikola Mirotić (2)          | Chicago Bulls       | Jordan Clarkson        | Los Angeles Lakers     | [ 61 ]               |
| 2014-15 (Draft de 2014) | Abril             | Bojan Bogdanović            | Brooklyn Nets       | Rodney Hood            | Utah Jazz              | [ 62 ]               |
| 2015-16 (Draft de 2015) | Octubre-noviembre | Kristaps Porziņģis          | New York Knicks     | Karl-Anthony Towns     | Minnesota Timberwolves | [ 63 ]               |
| 2015-16 (Draft de 2015) | Diciembre         | Kristaps Porziņģis (2)      | New York Knicks     | Karl-Anthony Towns (2) | Minnesota Timberwolves | [ 64 ]               |
| 2015-16 (Draft de 2015) | Enero             | Kristaps Porziņģis (3)      | New York Knicks     | Karl-Anthony Towns (3) | Minnesota Timberwolves | [ 65 ]               |
| 2015-16 (Draft de 2015) | Febrero           | Myles Turner                | Indiana Pacers      | Karl-Anthony Towns (4) | Minnesota Timberwolves | [ 66 ]               |
| 2015-16 (Draft de 2015) | Marzo             | Josh Richardson             | Miami Heat          | Karl-Anthony Towns (5) | Minnesota Timberwolves | [ 67 ]               |
| 2015-16 (Draft de 2015) | Abril             | Norman Powell               | Toronto Raptors     | Karl-Anthony Towns (6) | Minnesota Timberwolves | [ 68 ]               |
| 2016-17 (Draft de 2016) | Octubre-noviembre | Joel Embiid                 | Philadelphia 76ers  | Jamal Murray           | Denver Nuggets         | [ 69 ]               |
| 2016-17 (Draft de 2016) | Diciembre         | Joel Embiid (2)             | Philadelphia 76ers  | Buddy Hield            | New Orleans Pelicans   | [ 70 ]               |
| 2016-17 (Draft de 2016) | Enero             | Joel Embiid (3)             | Philadelphia 76ers  | Marquese Chriss        | Phoenix Suns           | [ 71 ]               |
| 2016-17 (Draft de 2016) | Febrero           | Dario Šarić                 | Philadelphia 76ers  | Yogi Ferrell           | Dallas Mavericks       | [ 72 ]               |
| 2016-17 (Draft de 2016) | Marzo             | Dario Šarić (2)             | Philadelphia 76ers  | Buddy Hield (2)        | New Orleans Pelicans   | [ 73 ]               |
| 2016-17 (Draft de 2016) | Abril             | Willy Hernangómez           | New York Knicks     | Tyler Ulis             | Phoenix Suns           | [ 74 ]               |
| 2017-18 (Draft de 2017) | Octubre-noviembre | Ben Simmons                 | Philadelphia 76ers  | Kyle Kuzma             | Los Angeles Lakers     | [ 75 ]               |
| 2017-18 (Draft de 2017) | Diciembre         | Jayson Tatum                | Boston Celtics      | Donovan Mitchell       | Utah Jazz              | [ 76 ]               |
| 2017-18 (Draft de 2017) | Enero             | Ben Simmons(2)              | Philadelphia 76ers  | Donovan Mitchell (2)   | Utah Jazz              | [ 77 ]               |
| 2017-18 (Draft de 2017) | Febrero           | Ben Simmons (3)             | Philadelphia 76ers  | Donovan Mitchell (3)   | Utah Jazz              | [ 78 ]               |
| 2017-18 (Draft de 2017) | Marzo-abril       | Ben Simmons (4)             | Philadelphia 76ers  | Donovan Mitchell (4)   | Utah Jazz              | [ 79 ]               |
| 2018-19 (Draft de 2018) | Octubre-noviembre | Trae Young                  | Atlanta Hawks       | Luka Dončić            | Dallas Mavericks       | [ 80 ]               |
| 2018-19 (Draft de 2018) | Diciembre         | Kevin Knox                  | New York Knicks     | Luka Dončić (2)        | Dallas Mavericks       | [ 81 ]               |
| 2018-19 (Draft de 2018) | Enero             | Trae Young (2)              | Atlanta Hawks       | Luka Dončić (3)        | Dallas Mavericks       | [ 82 ]               |
| 2018-19 (Draft de 2018) | Febrero           | Trae Young (3)              | Atlanta Hawks       | Luka Dončić (4)        | Dallas Mavericks       | [ 83 ] [ 84 ]        |
| 2018-19 (Draft de 2018) | Marzo-abril       | Trae Young (4)              | Atlanta Hawks       | Luka Dončić (5)        | Dallas Mavericks       | [ 85 ] [ 86 ]        |
| 2019-20 (Draft de 2019) | Octubre-noviembre | Kendrick Nunn               | Miami Heat          | Ja Morant              | Memphis Grizzlies      | [ 87 ] [ 88 ]        |
| 2019-20 (Draft de 2019) | Diciembre         | Kendrick Nunn (2)           | Miami Heat          | Ja Morant (2)          | Memphis Grizzlies      | [ 89 ] [ 90 ]        |
| 2019-20 (Draft de 2019) | Enero             | Kendrick Nunn (3)           | Miami Heat          | Ja Morant (3)          | Memphis Grizzlies      | [ 91 ] [ 92 ]        |
| 2019-20 (Draft de 2019) | Febrero           | Coby White                  | Chicago Bulls       | Zion Williamson        | New Orleans Pelicans   | [ 93 ] [ 94 ]        |
| 2019-20 (Draft de 2019) | Marzo-abril       | sin premio                  | sin premio          | sin premio             | sin premio             | sin premio           |
| 2020-21 (Draft de 2020) | Diciembre-enero   | LaMelo Ball                 | Charlotte Hornets   | Tyrese Haliburton      | Sacramento Kings       | [ 95 ]               |
| 2020-21 (Draft de 2020) | Febrero           | LaMelo Ball (2)             | Charlotte Hornets   | Tyrese Haliburton (2)  | Sacramento Kings       | [ 96 ]               |
| 2020-21 (Draft de 2020) | Marzo             | LaMelo Ball (3)             | Charlotte Hornets   | Anthony Edwards        | Minnesota Timberwolves | [ 97 ]               |
| 2020-21 (Draft de 2020) | Abril             | Malachi Flynn               | Toronto Raptors     | Anthony Edwards (2)    | Minnesota Timberwolves | [ 98 ]               |
| 2020-21 (Draft de 2020) | Mayo              | R.J. Hampton                | Orlando Magic       | Anthony Edwards (3)    | Minnesota Timberwolves | [ 99 ]               |
| 2021-22 (Draft de 2021) | Octubre-noviembre | Evan Mobley                 | Cleveland Cavaliers | Josh Giddey            | Oklahoma City Thunder  | [ 100 ]              |
| 2021-22 (Draft de 2021) | Diciembre         | Franz Wagner                | Orlando Magic       | Josh Giddey (2)        | Oklahoma City Thunder  | [ 101 ]              |
| 2021-22 (Draft de 2021) | Enero             | Cade Cunningham             | Detroit Pistons     | Josh Giddey (3)        | Oklahoma City Thunder  | [ 102 ]              |
| 2021-22 (Draft de 2021) | Febrero           | Scottie Barnes              | Toronto Raptors     | Josh Giddey (4)        | Oklahoma City Thunder  | [ 103 ]              |
| 2021-22 (Draft de 2021) | Marzo-abril       | Scottie Barnes (2)          | Toronto Raptors     | Jalen Green            | Houston Rockets        | [ 104 ]              |
| 2022-23 (Draft de 2022) | Octubre-noviembre | Bennedict Mathurin          | Indiana Pacers      | Jalen Williams         | Oklahoma City Thunder  | [ 105 ]              |
| 2022-23 (Draft de 2022) | Diciembre         | Paolo Banchero              | Orlando Magic       | Keegan Murray          | Sacramento Kings       | [ 106 ]              |
| 2022-23 (Draft de 2022) | Enero             | Paolo Banchero (2)          | Orlando Magic       | Keegan Murray (2)      | Sacramento Kings       | [ 107 ]              |
| 2022-23 (Draft de 2022) | Febrero           | Paolo Banchero (3)          | Orlando Magic       | Walker Kessler         | Utah Jazz              | [ 108 ]              |
| 2022-23 (Draft de 2022) | Marzo-abril       | Paolo Banchero (4)          | Orlando Magic       | Jalen Williams (2)     | Oklahoma City Thunder  | [ 109 ]              |
| 2023-24 (Draft de 2023) | Octubre-noviembre | Jaime Jáquez Jr.            | Miami Heat          | Chet Holmgren          | Oklahoma City Thunder  | [ 110 ]              |
| 2023-24 (Draft de 2023) | Diciembre         | Jaime Jáquez Jr. (2)        | Miami Heat          | Chet Holmgren (2)      | Oklahoma City Thunder  | [ 111 ]              |
| 2023-24 (Draft de 2023) | Enero             | Brandon Miller              | Charlotte Hornets   | Victor Wembanyama      | San Antonio Spurs      | [ 112 ]              |
| 2023-24 (Draft de 2023) | Febrero           | Brandon Miller (2)          | Charlotte Hornets   | Victor Wembanyama (2)  | San Antonio Spurs      | [ 113 ]              |
| 2023-24 (Draft de 2023) | Marzo             | Brandon Miller (3)          | Charlotte Hornets   | Victor Wembanyama (3)  | San Antonio Spurs      | [ 114 ]              |
| 2024-25 (Draft de 2024) | Octubre-noviembre | Jared McCain                | Philadelphia 76ers  | Jaylen Wells           | Memphis Grizzlies      | [ 115 ]              |
| 2024-25 (Draft de 2024) | Diciembre         | Alex Sarr                   | Washington Wizards  | YYves Missi            | New Orleans Pelicans   | [ 116 ]              |
| 2024-25 (Draft de 2024) | Enero             | Kel'el Ware                 | Miami Heat          | Stephon Castle         | San Antonio Spurs      | [ 117 ]              |
| 2024-25 (Draft de 2024) | Febrero           |                             |                     |                        |                        |                      |
| 2024-25 (Draft de 2024) | Marzo-abril       |                             |                     |                        |                        |                      |